# Parc national de Simlipal
Le parc national de Similipal est un parc national situé dans l'État de l'Odisha en Inde.
Le site est également reconnu par l'Unesco au titre de réserve de biosphère depuis 2009.